# 1986-os labdarúgó-világbajnokság-selejtező
Az 1986-os labdarúgó-világbajnokság selejtezőire 121 ország válogatottja adta be nevezését, de a végső tornán csak 24 csapat vehetett részt. A házigazda Mexikó és a címvédő Olaszország automatikusan résztvevője volt a tornának. Rajtuk kívül tehát még 22 hely volt kiadó. A világbajnoki selejtezők sorsolását 1983. december 7-én tartották Zürichben.
A maradék 22 helyre a következők szerint lehetett bejutni:
- Európa (UEFA): 32 ország 13,5 továbbjutó helyre, 1 automatikus: Olaszország + 12,5 hely. A 0,5 hely győztese az OFC-ből kap ellenfelet az interkontinentális pótselejtezőben.
- Dél-Amerika: (CONMEBOL): 10 ország 4 továbbjutó helyre.
- Észak, Közép-Amerika és a Karibi zóna (CONCACAF): 17 ország 2 továbbjutó helyre 1 automatikus: Mexikó + 1 hely.
- Afrika (CAF): 29 ország 2 továbbjutó helyre.
- Ázsia (AFC): 27 ország 2 továbbjutó helyre.
- Óceánia (OFC): 4 ország (beleértve: Izrael és Tajvan) 0,5 továbbjutó helyre. A 0,5 hely győztese az UEFA-ból kap ellenfelet az interkontinentális pótselejtezőben.

Végül 110 ország válogatottja lépett pályára, összesen 308 mérkőzést rendeztek, ezeken 801 gól esett, ami meccsenként 2,60-as gólátlagot jelentett.

## Területi zónák
- Európa (UEFA)

1. csoport -  Lengyelország kijutott a vb-re,  Belgium pótselejtezőt játszhatott.
2. csoport -  NSZK és  Portugália jutott ki a vb-re.
3. csoport -  Anglia és  Észak-Írország jutott ki a vb-re.
4. csoport -  Franciaország és  Bulgária jutott ki a vb-re.
5. csoport -  Magyarország kijutott a vb-re,  Hollandia pótselejtezőt játszhatott.
6. csoport -  Dánia és  Szovjetunió jutott ki a vb-re.
7. csoport -  Spanyolország kijutott a vb-re,  Skócia UEFA/OFC interkontinentális pótselejtezőt játszhatott.
Pótselejtező -  Belgium kijutott a vb-re, Hollandia kiesett.
- Dél-Amerika (CONMEBOL)

1. csoport -  Argentína kijutott a vb-re,  Peru és  Kolumbia pótselejtezőt játszhatott.
2. csoport -  Uruguay jutott ki a vb-re,  Chile pótselejtezőt játszhatott.
3. csoport -  Brazília jutott ki a vb-re,  Paraguay pótselejtezőt játszhatott.
Pótselejtező -  Paraguay kijutott a vb-re, Chile, Kolumbia és Peru kiesett.
- Észak, Közép-Amerika és a Karibi zóna (CONCACAF)

 Kanada jutott ki a vb-re.
- Afrika (CAF)

 Algéria és  Marokkó jutott ki a vb-re.
- Ázsia (AFC)

 Irak és  Dél-Korea jutott ki a vb-re.
- Óceánia (OFC)

 Ausztrália UEFA/OFC interkontinentális pótselejtezőt játszhatott.

## Interkontinentális pótselejtező
Az európai és az óceániai zóna 1–1 továbbjutója oda-vissza mérkőzhetett meg egymással a világbajnoki szereplést érő helyért.
| 1985. november 20. |

| Skócia | 2–0 | Ausztrália |
| ------ | --- | ---------- |
|        |     |            |

| Glasgow, Skócia |

| 1985. december 4. |

| Ausztrália | 0–0 | Skócia |
| ---------- | --- | ------ |
|            |     |        |

| Melbourne, Ausztrália |

Skócia jutott ki a vb-re.

## Továbbjutó országok

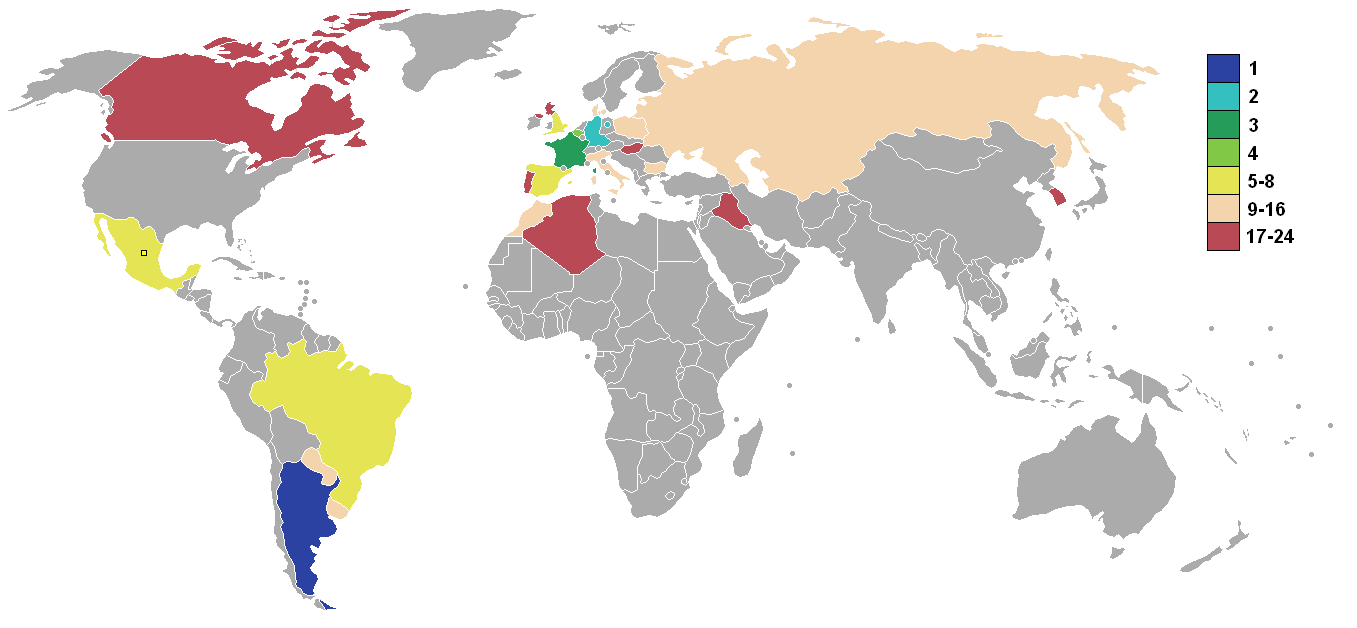
Részt vevő országok

A következő 24 válogatott jutott ki az 1986-os labdarúgó-világbajnokságra:
| Válogatott      | Világbajnoki szereplések | Egymás utáni világbajnoki szereplés | Utolsó világbajnoki szereplés |
| --------------- | ------------------------ | ----------------------------------- | ----------------------------- |
| Algéria         | 2.                       | 2                                   | 1982                          |
| Anglia          | 8.                       | 2                                   | 1982                          |
| Argentína       | 9.                       | 4                                   | 1982                          |
| Belgium         | 7.                       | 2                                   | 1982                          |
| Brazília        | 13.                      | 13                                  | 1982                          |
| Bulgária        | 5.                       | 1                                   | 1974                          |
| Dánia           | 1.                       | 1                                   | –                             |
| Dél-Korea       | 2.                       | 1                                   | 1954                          |
| Észak-Írország  | 3.                       | 2                                   | 1982                          |
| Franciaország   | 9.                       | 3                                   | 1982                          |
| Irak            | 1.                       | 1                                   | –                             |
| Kanada          | 1.                       | 1                                   | –                             |
| Lengyelország   | 2.                       | 1                                   | 1938                          |
| Magyarország    | 9.                       | 3                                   | 1982                          |
| Marokkó         | 2.                       | 1                                   | – 1970                        |
| Mexikó (r)      | 9.                       | 1                                   | 1978                          |
| NSZK            | 11.                      | 9                                   | 1982                          |
| Olaszország (c) | 10.                      | 6                                   | 1978                          |
| Paraguay        | 4.                       | 1                                   | 1958                          |
| Skócia          | 6.                       | 4                                   | 1982                          |
| Spanyolország   | 7.                       | 3                                   | 1982                          |
| Szovjetunió     | 6.                       | 2                                   | 1982                          |
| Uruguay         | 8.                       | 1                                   | 1974                          |

(r) - rendezőként automatikus résztvevő
(c) - címvédőként automatikus résztvevő

## Érdekességek
- Az NSZK válogatottja első alkalommal veszített világbajnoki selejtezőn, ebbe beleértve a II. világháború előtti időszakot is. 1985. október 16-án Portugáliától kaptak ki 1–0 arányban Stuttgartban. Korábban ez soha egyetlen alkalommal sem fordult elő az összesen lejátszott 36 selejtezőjükön 32 győzelem és négy döntetlen született. Ettől hosszabb csak Brazília mondhat el magáról. A 31 selejtezőjükből 24-et megnyertek és hétszer játszottak döntetlent. Egészen 1993. július 25-ig voltak veretlenek, ekkor Bolíviától kaptak ki La Paz-ban.
- A skót szövetségi kapitány Jock Stein szívroham következtében hunyt el Walesben, amikor csapata a mérkőzés legvégén egyenlített.

## Külső hivatkozások
- Az 1986-os VB selejtezői a FIFA honlapján Archiválva 2019. június 16-i dátummal a Wayback Machine-ben
- Az 1986-os VB selejtezői a RSSSF honlapján